# Robert Christgau
Robert Christgau (n. 18 aprilie 1942, New York City, New York, SUA) este un eseist, jurnalist, critic muzical și "decan al criticilor americani". Unul dintre primii critici rock profesioniști, Christau este cunoscut pentru recenziile sale, publicate începând cu 1969. A petrecut de asemenea 37 de ani ca și critic muzical pentru The Village Voice.